# Bernaville
Bernaville är en kommun i departementet Somme i regionen Hauts-de-France i norra Frankrike. Kommunen ligger i kantonen Bernaville som tillhör arrondissementet Amiens. År 2022 hade Bernaville 1 047 invånare.

## Befolkningsutveckling
Antalet invånare i kommunen Bernaville
| Referens: INSEE |